# Trigonella procumbens
Trigonella procumbens es una hierba anual de la familia Fabaceae.  Es originaria de Eurasia.

## Descripción
Es una planta anual herbácea que alcanza un tamaño de 30-80 cm de altura. Tiene el tallo ramificado, débil, caído o ascendente, rara vez casi  línea recta. Las hojas de dientes afilados. Estipulas de triangular-oblongo-lanceoladas a lineales. Los pedúnculos más largos que las hojas. Inflorescencia densa, con 20-30  flores,  Corola de 6.5 mm de largo, de color azul pálido. Florece en junio-julio. Fructificación de mayo a julio.

## Taxonomía
Trigonella procumbens fue descrita por (Besser) Rchb. y publicado en Iconographia Botanica seu Plantae Criticae 4: 35. 1826.
Etimología
Trigonella: nombre genérico que deriva las palabras griegas tri = "tres" y gonia = "ángulo de esquina" y se pretende hacer referencia a la estructura de la flor.
procumbens: epíteto latíno que significa "postrado"
Sinonimia
- Melilotus procumbens Besser
- Trigonella besserana Ser.
- Trigonella besseriana Ser.
- Trigonella caerulea subsp. procumbens (Besser) Vassilcz.
- Trigonella caerulea subsp. procumbens (Besser) Thell.[3][4]